# 15621 Erikhovland
15621 Erikhovland eller 2000 HO20 är en asteroid i huvudbältet som upptäcktes den 29 april 2000 av NEAT vid Haleakalā-observatoriet. Den är uppkallad efter Erik Hovland.
Asteroiden har en diameter på ungefär 10 kilometer.